# Stefano Tempia
Stefano Tempia (Racconigi, 5 dicembre 1832 – Torino, 25 novembre 1878) è stato un compositore, violinista e direttore di coro italiano.

## Biografia
Iniziò fin da bambino a studiare musica e violino, sotto la guida del padre Giovanni Battista, capo musica militare. Quindi proseguì gli studi sotto la guida di Luigi Felice Rossi, e a poco più di vent'anni, nel 1853, ricevette l'incarico di maestro di cappella nella collegiata di Trino Vercellese, dove rimase fino al 1859, quando rientrò a Torino con il ruolo di violino solista e direttore d'orchestra al Teatro Carignano.
All'età di trent'anni diventò maestro nella Cappella di Corte. Iniziò la carriera di insegnante di violino succedendo al suo maestro Rossi, poi nel 1868 gli venne affidata la cattedra di questo strumento al Liceo Musicale; lasciò questa attività dopo pochi anni per dedicarsi esclusivamente all'insegnamento del canto corale in varie scuole di Torino.
Nel 1875 fondò l'Accademia Corale Stefano Tempia.
Fu autore di più di duecento composizioni; tra le principali, si annoverano una Messa solenne in occasione della morte di Carlo Alberto, nel 1864, oltre ad altri pezzi di musica religiosa; musiche per orchestra come La carovana; operette, tra le quali Amore e Capriccio del 1869 che esordisce al Circolo degli Artisti di Torino; musiche per violino e pianoforte e per canto e pianoforte; un Canzoniere delle Scuole e delle Famiglie.
Si è distinto anche come critico musicale, pubblicando articoli su giornali e riviste, tra cui la Gazzetta Piemontese.
Tra le pubblicazioni, si ricordano Studi sulla musicografia del 1873, incentrato sulle proposte di aggiornamenti e di miglioramenti nella notazione musicale.
Morì nel 1878 per un improvviso malore.